# 奥霍努阿
奧霍努阿是東加王國行政區埃瓦島的首府。奧霍努阿位於埃瓦島的西側。根據東加王國官方2021年所作的人口普查數據顯示：居住於奧霍努阿的總人口數量為1289人。